# San Francesco al Campo
San Francesco al Campo é uma comuna italiana da região do Piemonte, província de Turim, com cerca de 4.286 habitantes. Estende-se por uma área de 15 km², tendo uma densidade populacional de 286 hab/km². Faz fronteira com Vauda Canavese, San Carlo Canavese, Rivarossa, Front, Lombardore, San Maurizio Canavese, Leinì.

## Demografia
| Variação demográfica do município entre 1861 e 2011                               |
|                                                                                   |
| Fonte: Istituto Nazionale di Statistica (ISTAT) - Elaboração gráfica da Wikipedia |